# イオン大塔ショッピングセンター

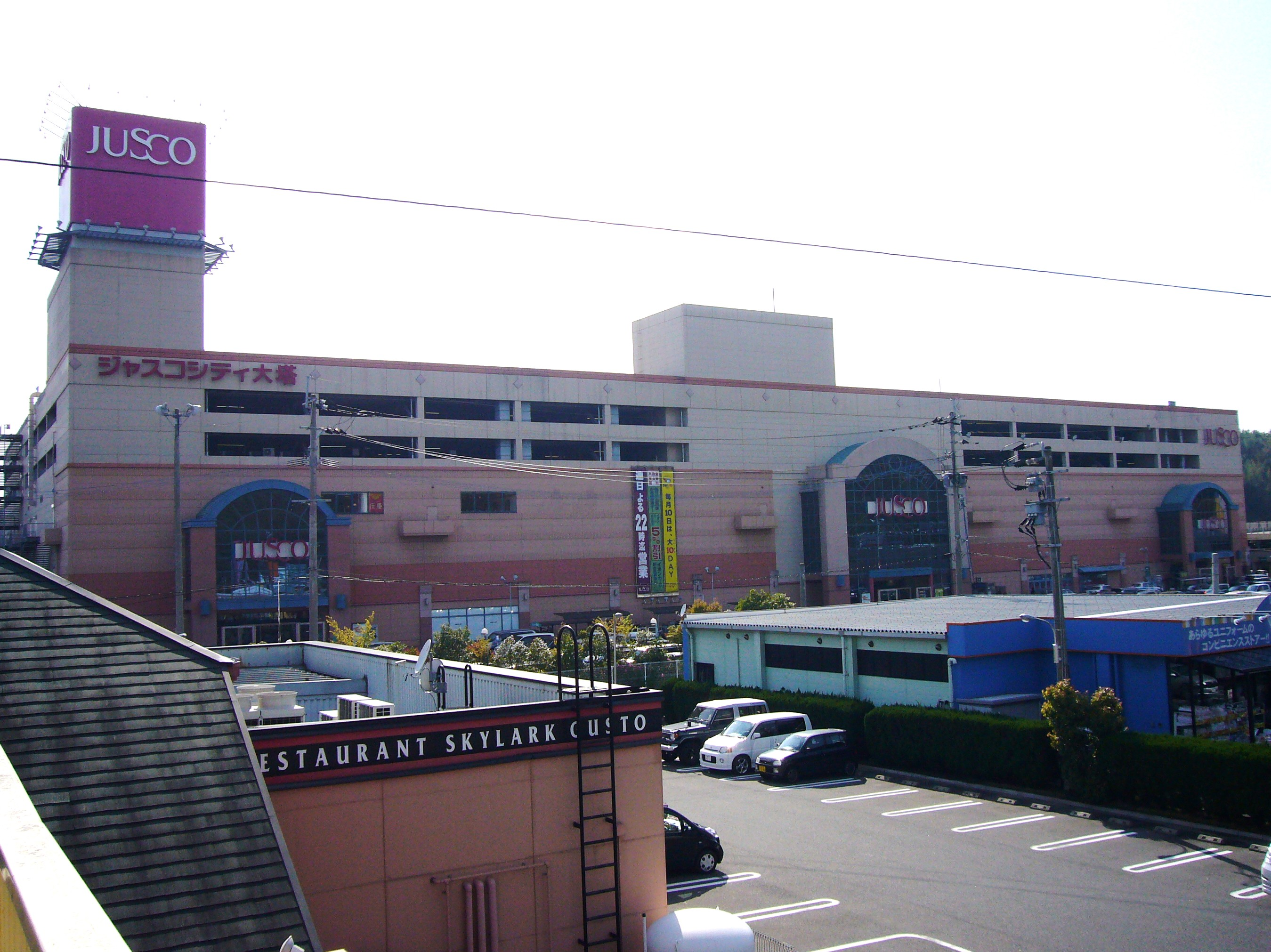
ジャスコシティ大塔時代の外観

イオン大塔ショッピングセンター（イオンだいとうショッピングセンター）は、長崎県佐世保市大塔町にあるショッピングセンター。

## 概要
1997年10月9日に「ジャスコシティ大塔」として開店。
ジャスコ大塔店を核に、80店舗の専門店が並ぶ。
2009年8月24日から大規模のテナント工事に入り、一部の専門店は改装に伴って休業に入った。同時に外装工事も行われ、大塔インター側に掲げられていた「JUSCO」の店舗サイン看板が「ÆON」に替わり、追って、建物上部に掲げられていた「ジャスコシティ大塔」の看板も外され、「ÆON」ロゴの看板が掲げられた。そして、開店から13年目に入った同年10月10日に「イオン大塔ショッピングセンター」としてリフレッシュオープンした。
長崎県内における「イオンショッピングセンター」ブランドのショッピングセンターは大村市にある「イオン大村ショッピングセンター」に続き、2店舗目となる。
なお、核店舗であるジャスコ大塔店は2011年3月1日に「イオン大塔店」へ店舗名を変更した 。これに先立ち、同年2月に3箇所ある入口に掲げられていた「JUSCO」のロゴ看板が外され、代わりに「ÆON」のロゴ看板が掲げられた。
リフレッシュオープンに合わせ、2009年10月10日から株主などオーナーのみが利用できる休憩スペース「イオンラウンジ」が設けられた。イオン九州運営店舗にも14箇所あるが、長崎県内では初の設置である（2023年3月時点でも長崎県内では唯一の設置店舗となっている。なお、新型コロナウイルスの感染拡大防止のため、他のイオンラウンジ設置店舗同様に2020年2月より休止しているが、利用対象者や利用方法等を変更の上、2023年6月以降再開予定となる）。

## 主なテナント
核テナント
- イオン大塔店

主な専門店
- ABC-MART
- 武田メガネ
- ヴィレッジヴァンガード
- ASBee/ASBee KIDS
- ワッツ
- サンリオギフトゲート
- モーリーファンタジー
- ケンタッキーフライドチキン
- サーティーワンアイスクリーム
- ミスタードーナツ
- 庄屋
- リンガーハット
- ドトールコーヒーショップ

ATM
- 十八親和銀行
- 長崎銀行
- ゆうちょ銀行
- イオン銀行
- ろうきん（九州ろうきん）
- 九州ひぜん信用金庫

上記以外の全てのテナントは公式サイトのショップリストを参照。

## アクセス
- 九州旅客鉄道（JR九州）佐世保線大塔駅下車
- 西肥バス（させぼバスも含む）「大塔町」、「大塔新田」または「大塔インター口」からそれぞれ徒歩2-3分

## 周辺施設
- 大塔駅
- 西九州自動車道佐世保大塔インターチェンジ